# 神偷 (游戏)
《神偷》是一部由Eidos蒙特婁制作并由史克威尔艾尼克斯发行的隐蔽类动作游戏，也是《神偷》系列的初代重启作，開發初期被命名為《神偷4》並從2009年起决定制作，但直至2013年2月28日才公布消息。遊戲在Windows、Xbox 360、PlayStation 3、PlayStation 4和Xbox One平台发售，最早于2014年2月25日在北美发售。

## 玩法
所有關卡均有多於一條潛入路徑，容許玩家按各自遊玩方式自由選擇，於關卡範圍內玩家可利用各種方法干擾或殺死非玩家角色，也可從環境內或守衛身上偷取值錢的物品和收藏品；所有值錢物品在取得後能立即化為貨幣用以購買補給品和改良裝備。藏身於黑暗的地區可避免被發現，主角也可在轉角處探頭或透過鎖孔視察環境，非玩家角色在發現主角後會進行搜索，並能透過人工智能掌握關卡地域從而了解潛在的藏身地點。
主角擁有名為「集中」（Focus）的特殊能力，進入此模式時可獲得多種優勢，包括突顯可互動物品、提高扒竊速度、增強戰鬥力等，各優勢的效能可透過取得「集中點數」（Focus points）提高。主角的武裝包括用作擊昏敵人的鈍頭棒，以及能作戰鬥與非戰鬥用途之摺疊式複合弓。

## 背景
遊戲設定於包含維多利亞時期、哥德式建築和蒸汽朋克元素的大都會「城市」（The City）。《神偷：致命暗影》數百年後，當代神偷加洛特（Garrett）之機械義眼殘留在一所監獄設施內；當代組織管理員（Keepers）、聖槌教團（Hammerites）與異端派（Pagans）已不復存在，與之相關的遺跡被埋於城市地下。

## 劇情
一天晚上加洛特前往男爵宅第北峰公寓（Northcrest Manor）進行偷竊途中遇上前弟子艾琳，二人均從巴素接獲相同的工作，偷取由男爵持有的「原石」（Primal Stone）。有感艾琳於路上過於依賴其自製工具「鉤爪」及以它濫殺守衛，加洛特乘她不察之際把鉤爪偷去。於公寓頂部，二人透過圓頂玻璃天花發現男爵正與數名不明人士以原石進行儀式。加洛特視察後決定放棄任務並向艾琳展示自己已偷去鉤爪，鉤爪在二人爭奪其間掉到玻璃天花中央，艾琳在攀上天花欲取回鉤爪之際玻璃天花因儀式產生的力量碎裂，加洛特雖及時抓住艾琳但無法阻止她墜落。原石之力量把艾琳懸浮在空中且進入了其體內，加洛特則因跳下拯救艾琳而與原石近距接觸。
一年後加洛特回到城市（The City），發現市內出現不明疫病（The Gloom），大量市民染病身亡，而為對抗男爵的暴政，一個由俄里翁（Orion）率領的革命團體（The Graven）欲號召市民推翻男爵並宣稱能治癒染病市民。加洛特逃回位於鐘樓的藏身之所後與巴素會面，並受委託偷取一名剛去世的死者尼夫斯（Cornelius）身上之戒指，其後經巴素介紹與俄里翁會面後受託偷取藏在百花屋下方圖書館遺跡內的儀式之書（Ritual Book）。任務中加洛特數次出現與艾琳相關的幻覺，且在偷取一塊與原石相近之碎塊後得知艾琳於一年前之意外中並未死去且曾被帶往離岸之莫伊拉瘋人院。瘋人院自一年前被荒廢後成為不祥之地，加洛特從散落於各處之記錄中發現不少病人於艾琳被送來後出現異常，部分更變成類人形的怪物（Freaks）。於逃離瘋人院後加洛特返回北峰公寓向男爵質問艾琳下落，男爵表示他們於一年前希望能掌握原石之力量，但儀式失敗導致城市出現疫病，原石亦告崩裂，為收回原石力量艾琳被送到瘋人院，但男爵之私生弟弟俄里翁把她帶走，為再次舉行儀式而委託加洛特偷取各必要用具。此時革命分子攻進公寓，男爵亦在發現加洛特右眼含有一小塊原石碎塊後將其趕離公寓頂樓，加洛特避過革命分子潛進公寓地下實驗室取得第二塊原石碎片，並在公寓附近區域被毀滅前逃返城市。
加洛特其後獲悉艾琳體內的原石力量把她與城市連成一體；疫病和怪物是艾琳所受痛苦和憤怒的實體化。為救回艾琳及阻止俄里翁利用她舉行儀式，加洛特潛進舊大教堂（革命分子所在地）並於地下遺跡中偷去俄里翁持有之第三塊原石碎塊。加洛特解釋儀式只會把市民變成怪物而不能治癒他們，但俄里翁拒絕交還艾琳並把她帶至其巨型木船「破曉之光」（Dawn's Light）上，艾琳發動原石力量把俄里翁殺死，隨即向加洛特展開攻擊，加洛特把原石碎塊拼湊後鎮定了艾琳並在她墜海前抓住了她，但艾琳在加洛特能使用原石收回其體內力量前脫手墜落，加洛特在拋下鉤爪後失去意識，醒來後發現鉤爪嵌進了身旁木材中，艾琳則下落不明。

## 開發
遊戲於2009年以《神偷4》為暫定名稱公開，由Eidos蒙特利爾開發，但開發團隊並非製作《駭客入侵：人類革命》的隊伍。開發團隊於最初維持細小規模，遊戲亦長期處於概念階段，期間團隊提出了數項試驗性質的設計變更，包括第三人稱視角、使用新主角、以及採用類似《刺客教條》系列之攀爬系統。Eidos蒙特利爾總經理史蒂分·迪阿士托斯（Stephane D'Astous）表示遊戲處於早期開發階段，但這是一個野心非常大而且刺激的計畫，因此公開任何遊戲細節仍言之過早，工作室正集中招攬最佳的人才加入核心團隊，協助製作有可能是市場上其中一款最刺激的遊戲。在有聲音傳出數名主要成員離職後，迪阿士托斯表示希望他們能在年末前增加溝通，而《神偷》是他們當前最優先考慮的事，會投入一切確保它能與他們第一款遊戲般成功。2013年1月，顯示網絡程式編寫員參與製作遊戲的檔案被發現，工作室於2010年擴張並有另一團隊參與線上多人模式開發，當製作員祖·可利（Joe Khoury）被問及會否參與製作《神偷》，他既不否認也不承認。
遊戲雖然原定對應第七世代主機，但在開發階段變更為對應第八世代主機，消息於2013年3月獲得確定，遊戲亦於同月《Game Informer》內正式公開，將會對應個人電腦、PlayStation 4及其他次世代主機，遊戲也是《神偷》系列的重啟作。《PC Gamer》成員菲爾·沙巴治（Phil Savage）基於早期公佈的截圖與《冤罪殺機》作出比較，表示遊戲看上去有點像《冤罪殺機》但這是合理的，因為《冤罪殺機》看上去有點像《神偷》。
Eidos宣佈為系列過往主角加洛特配音的聲優史蒂芬·洛薩爾（Stephen Russell）被演員羅曼盧·柯薩里（Romano Orzar）取代，並在一聲明中解釋他們決定利用全影像捕捉技術同時錄影演員的聲音和動作，飾演加洛特的演員需要進行特技演出，並認為以史提分的聲音配合別人的動作和特技並不自然，是項決定使部分玩家感到不滿並聯署要求工作室重新聘請史蒂芬配音。遊戲在開發階段時亦曾引進經驗值系統，但在未獲正面回應後被廢除以反映主角已是一名技術高超的盜賊。

## 評價
遊戲評價褒貶不一，評論大多讚揚遊戲的潛行、關卡設計、圖形和重玩價值，但批評地圖佈局、技術問題和劇情。GameRankings與Metacritic對遊戲的Xbox 360版本給予74分、Xbox One版本分別給予70.59分和69分、微軟視窗版本分別給予69.26分和70分、PlayStation 4版本則分別給予66.59分和67分。
GameZone成員米克·史畢利達（Mike Splechta）以10分為滿分，對遊戲的PlayStation 4版本給予6.5分，表示部分玩家或許能無視遊戲的缺點而只看重光輝的時刻，但他能想像到期待著加洛特盛大回歸的神偷系列忠實玩家可能會感到失望；IGN成員丹·史達畢利頓（Dan Stapleton）為遊戲給予6.8分，批評新聲優使加洛特變得乏味而且聲唇不吻合，也認為人工智能水平不足、加洛特武裝缺乏變化和創意、「城市」設計差劣佈局繁瑣、劇情也枯燥無味和被超自然元素主導，但讚揚遊戲容許變更難度以提高挑戰性和為加洛特引進了新的疾衝機制；每日電訊報成員添·馬田（Tim Martin）以5分為滿分而對遊戲給予2分，批評所有關卡側重背誦，迫使玩家選擇單一固定路徑而絕少容許自由和挑戰，同時指出即使提高遊戲難度也對提高危機感和莫測性沒甚作用，遊戲整體而言是一個半調子的災難。
Eurogamer（意大利）以10分為滿分而為遊戲給予9分，表示遊戲是近年其中一款最佳的動作潛行作品，也是首個能真正競逐2014年度最佳遊戲的作品；Digital Spy表示遊戲確有其缺點，尤其是在加洛特被發現時是完全崩塌的，但遊戲以一款純潛行作品的角度而言是優秀的，隨著玩家技術進步能逐漸變得更加好玩。
零標點符號成員賓恩·確肖（Ben Croshaw）批評遊戲的結構對比系列前作下相當單一，把加洛特變成一個沈悶和容易消化的典型人物、減低了以潛行進行遊戲的衝動、以及聲效設計差劣，總結遊戲只是一款沒有靈魂的大製作，並在其年度得獎遊戲影片中把《神偷》提名為2014年最差遊戲。